# Sterling (Kansas)
Sterling je město v okrese Rice County ve státě Kansas ve Spojených státech amerických. K roku 2010 zde žilo 2 328 obyvatel. S celkovou rozlohou 4,43 km² byla hustota zalidnění 525,5 obyvatel na km².